# Kaloy
Kaloy is een bestuurslaag in het regentschap Aceh Tamiang van de provincie Atjeh, Indonesië. Kaloy telt 4228 inwoners (volkstelling 2010).